# William H. Pryor
William Holcombe Pryor Jr. (ur. 26 kwietnia 1962) – amerykański polityk i prawnik ze stanu Alabama.
Urodzony w Mobile w Alabamie Pryor jest z wyznania katolikiem. Wykształcenie prawnicze zdobył na uniwersytecie północno-wschodniej Luizjany.
Potem pracował jako asystent sędziego w jednym z okręgów federalnych.
W latach 1997–2004 był prokuratorem generalnym Alabamy w gabinetach republikanina Foba Jamesa i demokraty Dona Siegelmana i republikanina Boba Rileya (stanowy prokurator generalny wybierany jest w głosowaniu powszechnym).
Jako szef wymiaru sprawiedliwości Alabamy wsławił się stwierdzenie, iż „moratorium (na karę śmierci) jest rozśmieszającym pomysłem”. W roku 2004, kiedy prezes Sądu Najwyższego Alabamy Roy Moore umieścił tablice z 10 przykazaniami w gmachu sądu, gubernator Riley i prokurator Pryor musieli nakazać je usunąć, gdyż naruszały konstytucyjną zasadę rozdziału kościoła od państwa, choć prywatnie byli za ich pozostawieniem.
9 kwietnia 2004 prezydent George W. Bush mianował Pryora sędzią federalnego sądu apelacyjnego (okręg 11). Wielu demokratów krytykowało tę nominację i Pryora za jego bardzo prawicowe poglądy i „polityczny aktywizm”. Jednakże, po długich bojach, nominacja Pryora przeszła. Został sędzią w wieku 43 lat.
Pryor jest żonaty z Kristan Wilson Pryor, z którą ma dwie córki: Caroline i Victorię.